# Ap Lei Chau
Ap Lei Chau (Sinogramme traditionnel : 鴨脷洲) ou Aberdeen Island est une île de Hong Kong, située au sud-ouest de l'île de Hong Kong, à proximité de Aberdeen. Administrativement, elle fait partie du district du Sud. Avec une superficie de 1,32 km2 et une population estimée à 86 782 habitants, Ap Lei Chau est l'une des îles les plus densément peuplées au monde. Le pont Ap Lei Chau relie l'île à l'île de Hong Kong.